# Taras Szewczenko
Taras Hryhorowycz Szewczenko (ukr. Тарас Григорович Шевченко, wym. [tɑˈrɑs ʃɛwˈʧɛnkɔ]; ur. 25 lutego?/9 marca 1814 w Moryńcach, zm. 26 lutego?/10 marca 1861 w Petersburgu) – ukraiński poeta narodowy, etnograf, folklorysta, malarz, przedstawiciel romantyzmu, a także działacz polityczny. Bohater narodowy Ukrainy.
Był członkiem Bractwa Cyryla i Metodego oraz akademikiem Akademii Sztuk Pięknych w Petersburgu. W roku 1847 Szewczenko został skazany politycznie za pisanie w języku ukraińskim i promowanie niepodległości Ukrainy.

## Życiorys

### Poddaństwo
Urodził się we wsi Moryńce w ówczesnej guberni kijowskiej, w powiecie zwinogródzkim (obecnie w rejonie zwinogródzkim obwodu czerkaskiego) w rodzinie pańszczyźnianego chłopa we wsi należącej do zrusyfikowanego Niemca, Wasilija Engelhardta.
W 1816 r. rodzice Szewczenki przenieśli się do wsi Kiryłówka, należącej również do Engelhardta. W dziewiątym roku życia stracił matkę, w jedenastym – ojca, który – zanim umarł – posyłał go do cerkiewnej szkoły w Kiryłówce, później zaś Szewczenko uczęszczał na naukę do miejscowego diaka. Po dwóch latach służby u pierwszego despoty, z którym zetknął się w życiu – jak określał potem tę szkołę u diaka – Szewczenko zbiegł do sąsiedniego miasteczka Łysianki, do pisarza ikon, gdyż od dzieciństwa interesował się malarstwem. Tam również nie było warunków do prawdziwej nauki.
W trzynastym roku życia wrócił do Kiryłówki i został gromadzkim pastuchem. Spotykał wędrownych ślepców – kobziarzy, bandurzystów i lirników, którzy śpiewali pieśni o przeszłości Ukrainy, o walkach z Tatarami i Polakami, o Sahajdacznym, Chmielnickim, Goncie i Żeleźniaku. Starał się o ponowne przyjęcie do pracy u malarza, zwrócił się o zezwolenie do administratora majątku Engelhardta. Zamiast tego został oddany do pracy we dworze, początkowo do pomocy kucharzowi, później w charakterze kozaczka. We dworze Szewczenko dużo czytał i rysował. Talent malarski zwrócił na niego uwagę Engelhardta, który zapragnął mieć w nim swego pańszczyźnianego malarza.
W czasie pobytu w Wilnie pozwolił Szewczence uczyć się u głośnego malarza Jana Rustema. Nauka u tego mistrza nie trwała długo. Wybuchło powstanie listopadowe i przerażony Engelhardt przeniósł się pospiesznie do Petersburga.
W Petersburgu siedemnastoletni Szewczenko został oddany na systematyczną naukę malarstwa do mistrza cechowego Szyriajewa. W wolnych chwilach Szewczenko udawał się do Ogrodu Letniego i tam, najczęściej w białe petersburskie noce, rysował posągi antycznych bogów.
W 1836 r. został zauważony przez absolwenta Akademii Sztuk Pięknych w Petersburgu – Soszenkę. Wprowadził on Szewczenkę do swego domu, przedstawił przebywającemu w stolicy Jewhenowi Hrebince, kilku malarzom i rosyjskiemu poecie Wasilijowi Żukowskiemu. Rozpoczęli oni starania o dopuszczenie Szewczenki do studiów w Akademii Sztuk Pięknych. Chłopi pańszczyźniani pozbawieni byli prawa wstępowania do szkół tego typu. Postanowiono więc wykupić Szewczenkę. Znakomity malarz rosyjski Karł Briułłow namalował portret Żukowskiego, który sprzedano na licytacji i za zdobyte w ten sposób pieniądze uzyskano u Engelhardta zgodę na zwolnienie Szewczenki z poddaństwa.

### Wolność
22 kwietnia 1838 Szewczenko uzyskał wolność. W Szkole Sztuk Pięknych pracował pod kierownictwem Karola Briułłowa. Równocześnie zdobywał intensywną pracą wykształcenie literackie oraz studiował nauki przyrodnicze i fizykę.
W poemacie „Hajdamacy” z 1841 r. Szewczenko gloryfikując powstanie chłopskie z 1768 roku, w którym dokonywano masowych mordów na polskiej szlachcie podaje jako przykład opis zamordowania przez bohatera narodowego płk. Iwana Gontę (postać historyczna) własnych "nieprawidłowo", bo w obrządku katolickim ochrzczonych dzieci. Poemat ten należy do klasyki literatury ukraińskiej i wchodzi w zakres programu szkolnego dla klas licealnych.
W 1843 r., już jako znany malarz i poeta, wybrał się na Ukrainę, odwiedził rodzinną Kiryłówkę, był w Kijowie, zetknął się z tamtejszym społeczeństwem. Wrócił do Petersburga pełen rozczarowania i żalu. W połowie 1845 r. ukończył studia i ponownie przyjechał do Kijowa, gdzie został współpracownikiem Komisji Archeograficznej, której zadaniem było badanie przeszłości Ukrainy. Na jej zlecenie odbył podróż po Wołyniu, Podolu, Kijowszczyźnie i Połtawszczyźnie w celu sporządzenia rysunków pamiątek historycznych. Podróż dała poecie możność bliższego poznania krainy, ludzi oraz doli wsi pańszczyźnianej. Wrażenia te znalazły odbicie w jego ówczesnej bogatej i różnorodnej twórczości poetyckiej.
W kwietniu 1846 wstąpił do Bractwa Cyryla i Metodego.

### Więzienie
W marcu 1847, po rozgromieniu Bractwa, został aresztowany i zamknięty w twierdzy Pietropawłowskiej w Petersburgu i skazany na wcielenie do karnego korpusu orenburskiego jako szeregowiec, z zastosowaniem najściślejszego nadzoru i zakazem pisania i rysowania. Inni członkowie Bractwa, zwłaszcza z prawego skrzydła liberalnego, zostali skazani na kary bez porównania łagodniejsze, które rychło im darowano. Dowódca korpusu orenburskiego, generał Obruczew, skierował Szewczenkę do twierdzy w Orsku, na południowym stoku Uralu, gdzie odbywał codziennie długie musztry.
Wiosną 1849 r. Szewczenko został przydzielony do ekspedycji, która pod dowództwem rosyjskiego geografa kapitana Butakowa badała wybrzeża Morza Aralskiego. Zadaniem poety było sporządzenie rysunków tego wybrzeża. Spędził tam półtora roku.
Po zakończeniu prac ekspedycji wrócił do Orenburga dla wykończenia albumu z rysunkami i akwarelami. Do pomocy przydzielono mu Polaka Bronisława Zaleskiego, członka kół rewolucyjnych. Razem z Zaleskim poznał i zaprzyjaźnił się z innymi polskimi rewolucjonistami, zesłanymi do szeregów wojskowych. Sytuacja poety uległa wówczas poprawie. Zwolniono go od obowiązku codziennej musztry, zezwolono na zamieszkanie poza obrębem koszar, dano też możność swobodnego pisania i rysowania.
Wskutek donosu przeprowadzono w mieszkaniu poety rewizję, aresztowano go i ponownie zamknięto w koszarach, a po zakończeniu śledztwa przeniesiono do batalionu w twierdzy Nowopietrowskiej, położonej na półwyspie Mangyszłak nad Morzem Kaspijskim, i pozbawiono możności pracy literackiej. W twierdzy tej spędził Szewczenko siedem lat. Codziennie posyłano go na uciążliwą musztrę i do prac fortecznych, kilka razy dziennie przetrząsano kieszenie w poszukiwaniu ołówka i papieru. W tych ciężkich warunkach Szewczenko zbliżył się i serdecznie zaprzyjaźnił z kilkoma Polakami, współtowarzyszami niedoli. Sytuacja poety uległa pewnej poprawie dopiero w 1853, gdy stanowisko komendanta twierdzy objął major Iraklij Uskow, dzięki któremu Szewczenko odzyskał z czasem utraconą możność pisania i rysowania. Tymczasem przyjaciele poety w Petersburgu, wykorzystując pewne złagodzenie sytuacji politycznej po klęsce Rosji w wojnie krymskiej, rozpoczęli starania o przywrócenie mu wolności.

### Ostatnie lata
W lipcu 1857 poeta otrzymał oficjalną wiadomość, że jest wolny i może opuścić batalion. Po dziesięciu latach zesłania udał się statkiem przez Morze Kaspijskie i Wołgę do Niżnego Nowogrodu.
W marcu 1858 otrzymał zezwolenie na pobyt w Petersburgu. Po drodze do stolicy zatrzymał się w Moskwie u swego przyjaciela, aktora rosyjskiego, Szczepkina. W Petersburgu spotkał też swoich polskich przyjaciół, Zygmunta Sierakowskiego i poetę Edwarda Witolda Żeligowskiego (Antoniego Sowę).
W Petersburgu zabrał się Szewczenko do pracy zarówno w malarstwie (uprawiał zwłaszcza akwafortę), jak też do poezji. W 1860 otrzymał tytuł członka rzeczywistego rosyjskiej Akademii Sztuk Pięknych. Zbliżył się tam również do rosyjskich rewolucyjnych demokratów, skupiających się wokół Czernyszewskiego i redakcji czasopisma „Sowriemiennik”. Wiosną 1859 zezwolono Szewczence, po długich staraniach, wyjechać na Ukrainę. Odwiedził wówczas Kiryłówkę i Moryńce, był u braci i siostry, którzy pracowali jeszcze jako chłopi pańszczyźniani. Pewien czas spędził na Ukrainie Prawobrzeżnej. Często wtedy spotykał się i rozmawiał z chłopami, co spowodowało donosy, że szerzy bluźniercze teorie i podburza lud. Na skutek tych donosów Szewczenko został aresztowany i osadzony w więzieniu w Czerkasach, skąd przewieziono go do Kijowa. Kijowski generał-gubernator Wasilczikow zwolnił go, zakazał dalszego pobytu na Ukrainie i polecił udać się do Petersburga. Tam zmarł 10 marca 1861 wskutek poważnej choroby, osłabiony długimi latami zesłania.
Żył czterdzieści siedem lat, z czego:
- 24 lata spędził w poddaństwie;
- 10 lat na zesłaniu;
- 3,5 roku pod nadzorem policji;
- 9 lat na wolności.

Pochowano go na cmentarzu Smoleńskim w Petersburgu. W maju 1861 przewieziono jego zwłoki, zgodnie z życzeniem wyrażonym w utworze Testament, pod Kaniów na wysokie wzgórze, skąd roztacza się szeroki widok na Dniepr i pola Ukrainy.

Pogrzeb Tarasa Szewczenki, czyli eksportacja jego ciała do Kaniowa, stała się manifestacją polityczną. Ustawiono katafalk pośrodku cerkwi, ubrany w kwiaty i wieńce. Msza żałobna zgromadziła przede wszystkim młodzież. Najwięcej było Polaków i Rusinów.

Obecnie wokół grobu poety znajduje się Narodowy Rezerwat Szewczenki.

## Twórczość

### Poezje
Pierwsze próby poetyckie Szewczenki przypadają jeszcze na rok 1837, czyli na okres poddańczy. W tym czasie powstała ballada Urzeczona. Po wykupieniu z poddaństwa rozpoczął okres niezwykle intensywnej pracy poetyckiej, pisząc w języku ukraińskim. Swój pierwszy utwór poetycki oddał Szewczenko Hrebince, aby go zamieścił w projektowanym dodatku ukraińskim do czasopisma „Otieczestwiennyje Zapiski”'. Dodatek ten nie ukazał się, wiersz wydrukowano dopiero w 1841 w almanachu Łastiwka. W 1840 wyszedł w Petersburgu pierwszy zbiorek poetycki Szewczenki Kobziarz. Składał się on z ośmiu utworów. W 1841 ogłosił drukiem poemat Hajdamacy.
Motyw walki wyzwoleńczej znalazł się w wielu utworach Szewczenki z pierwszego okresu jego twórczości. Spotykamy go w takich utworach, jak Iwan Pidkowa (1839), Noc Tarasa (1839) i Gamalej (1842), poświęcony wyprawom kozackim do Turcji. Po powrocie z Ukrainy w 1843 pisze rewolucyjny poemat Sen, jedną z najostrzejszych w literaturze światowej satyr na monarchię feudalno-pańszczyźnianą. Modernizuje także wiersz ukraiński, wprowadzając nowe formy. Do najwybitniejszych utworów należy poemat Kaukaz, napisany w 1845, oraz Heretyk, poświęcony pamięci Jana Husa.
Uwięziony w twierdzy Pietropawłowskiej, mimo zakazu, kontynuował pracę literacką. Później, na zesłaniu, oderwany od centrów kulturalnych, wiersze liryczne i poematy zapisywał w tajemnicy przed władzami w maleńkich zeszytach. Sam nadał im miano poezji niewolniczej.

### Opowiadania
W ostatnich latach zesłania napisał po rosyjsku jedenaście opowiadań (dwa zaginęły), tematem których było życie Imperium Rosyjskiego lat 30.-50. XIX wieku, losy chłopów, a przede wszystkim dzieje talentów artystycznych, zrodzonych w masach ludowych i przebijających się z ogromnym wysiłkiem ku kulturze. W niektórych z nich nietrudno odnaleźć elementy autobiograficzne:
- Najemnica,
- Warnak,
- Księżna,
- Muzykant,
- Artysta,
- Przejażdżka z przyjemnością i nie bez morału

i inne.
Po powrocie z zesłania napisał poemat Neofici (1857), w którym ukazał życie pierwszych chrześcijan i prześladowanie ich przez Rzymian. Cechą charakterystyczną utworów Szewczenki z ostatniego okresu życia jest widoczne wyzwalanie się spod wpływu folkloru, częste nawroty do tematyki biblijnej.

### Dramaty
W latach 40. Szewczenko wystąpił w literaturze rosyjskiej i ukraińskiej jako dramatopisarz. Znamy dziś urywki jego dramatu Nikita Hajdaj oraz pełny tekst sztuki o tematyce obyczajowej Nazar Stodola (1844) nawiązujący do tradycji Kotlarewskiego. Dramaty te pisał Szewczenko po rosyjsku i sam tłumaczył je później na język ukraiński.

## Tłumacze utworów Szewczenki na język polski
Utwory Szewczenki tłumaczyli na język polski:
- Leonard Sowiński,
- A.I. Gorzałczyński,
- Władysław Syrokomla,
- Paulin Święcicki,
- Stefan Żeromski,
- Leo Belmont,
- Gustaw Daniłowski,
- Wilhelm Feldman,
- Jerzy Jędrzejewicz,
- Jarosław Iwaszkiewicz,
- Włodzimierz Słobodnik i wielu innych.

## Tłumacze na język kaszubski
- Stanisław Janke[6][7]

## Upamiętnienie
Numizmatyka i bonistyka
Jego postać przedstawiono na: 
- radzieckiej monecie o nominale 1 karbowańca (1989)
- ukraińskich banknotach o nominale 100 hrywien pierwszej (druk 1992, nie wszedł do obiegu), drugiej (1996), trzeciej (2006) i czwartej serii (2015)
- ukraińskich monetach 200 hrywien (1997), 5 hrywien (2009), 5 hrywien (2011), 5 hrywien (2014), 50 hrywien (2014).
- naddniestrzańskim banknocie o nominale 50 rubli naddniestrzańskich (2001)

Nazwy fizjograficzne
- Jego nazwisko upamiętnia nazwa krateru na Merkurym.
- Na jego cześć nazwano liczne miejscowości, ulice i place.

Pozostałe
- Poświęcono mu liczne pomniki, tablice pamiątkowe, muzea.